# Hrvatski savez američkog nogometa
Hrvatski savez američkog nogometa (HSAN) je nacionalni sportski savez u Hrvatskoj, član International Federation of American Football (IFAF).

## Povijest
Prvi hrvatski klub američkog nogometa bio je Zagreb Thunder. Tijekom 2006. Thunder je počeo igrati prijateljske utakmice, da bi 2008. sudjelovao u CEFL-u (Central European Football League). Iste godine pokrenuta je flag football liga, a 2010. održano je i prvo prvenstvo Hrvatske u tackle verziji footballa. Hrvatski klubovi na europskoj sceni dosad su se natjecali u CEFL ligi, Alpe-Adria ligi (AAFL), te sudjelovali na kampovima američkog nogometa.

## Hrvatska liga
Hrvatska flag football liga održava se najčešće od travnja do lipnja. Klubovi koji su se natjecali kroz godine dolazili su iz Zagreba, Osijeka, Splita, Bjelovara, Ogulina, Sv. Nedelje i Dubrovnika.